# Rumex oblongifolius
Rumex oblongifolius là một loài thực vật có hoa trong họ Rau răm. Loài này được Tolm. miêu tả khoa học đầu tiên.